# Abra de Ilog
Abra de Ilog is een gemeente in de Filipijnse provincie Occidental Mindoro op het eiland Mindoro. Bij de laatste census in 2007 had de gemeente ruim 25 duizend inwoners.

## Geografie

### Bestuurlijke indeling
Abra de Ilog is onderverdeeld in de volgende 10 barangays:
| - Armado - Balao - Cabacao - Lumangbayan - Poblacion - San Vicente - Santa Maria - Tibag - Udalo - Wawa |

## Demografie
Abra de Ilog had bij de census van 2007 een inwoneraantal van 25.152 mensen. Dit zijn 2.940 mensen (13,2%) meer dan bij de vorige census van 2000. De gemiddelde jaarlijkse groei komt daarmee uit op 1,73%, hetgeen lager is dan het landelijk jaarlijks gemiddelde over deze periode (2,04%). Vergeleken met de census van 1995 is het aantal mensen met 9.899 (64,9%) toegenomen.

De bevolkingsdichtheid van Abra de Ilog was ten tijde van de laatste census, met 25.152 inwoners op 533,7 km², 47,1 mensen per km².